# ウィリアム・マリオン・ジャーディン

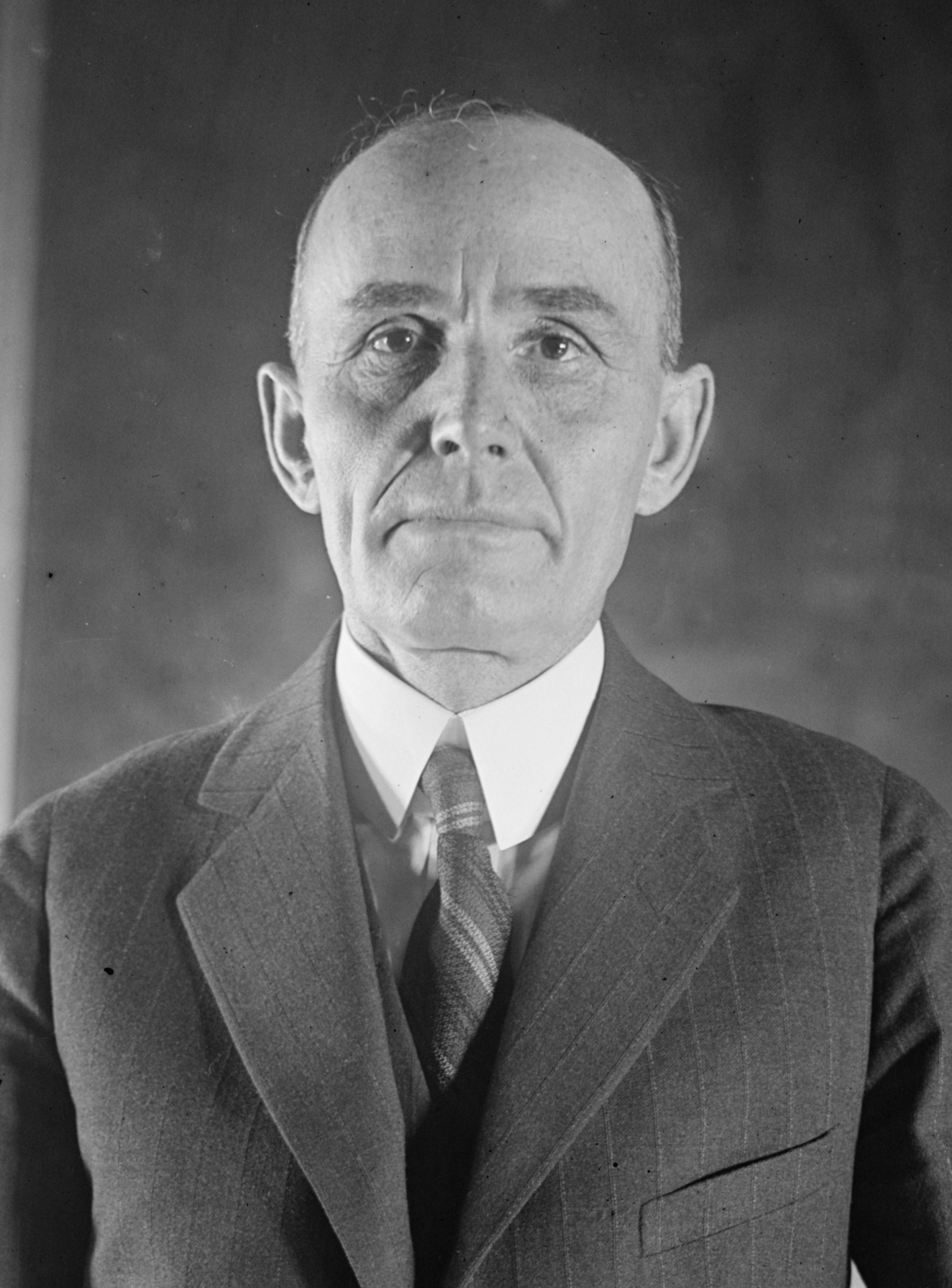
ウィリアム・マリオン・ジャーディン

ウィリアム・マリオン・ジャーディン（William Marion Jardine, 1879年1月16日 - 1955年1月17日）は、アメリカ合衆国の政治家、外交官、教育者。1925年から1929年まで第9代アメリカ合衆国農務長官を務めた。

## 教育
アイダホ州オナイダ郡において誕生した。ユタ州立農業大学で農業を学び、1904年に学士号を卒業した。ジャーディンは続いて1906年にイリノイ大学大学院を修了した。ジャーディンは農場経営に強い関心を抱いたが、教育職にも魅力を感じた。ジャーディンは1906年にユタ州立農業大学で准教授に就任し、1907年から1910年までは教授として勤務した。1910年、ジャーディンはカンザス州立農業大学へ移り、同大学の農業試験場長として研究職に就いた。1913年、ジャーディンはカンザス州立農業大学で農学部の学部長に選任された。

## カンザス州立大学学長
1918年3月1日、ウィリアム・マリオン・ジャーディンはカンザス州立大学の第7代学長に就任した。ジャーディンは1925年2月28日に辞任した。ジャーディンは在任中に複数の農業解説書を執筆し、カンザス州防衛委員会から刊行された。ジャーディンは学長として、農業教育に関する高い評判を州の内外で獲得した。

## アメリカ合衆国農務長官

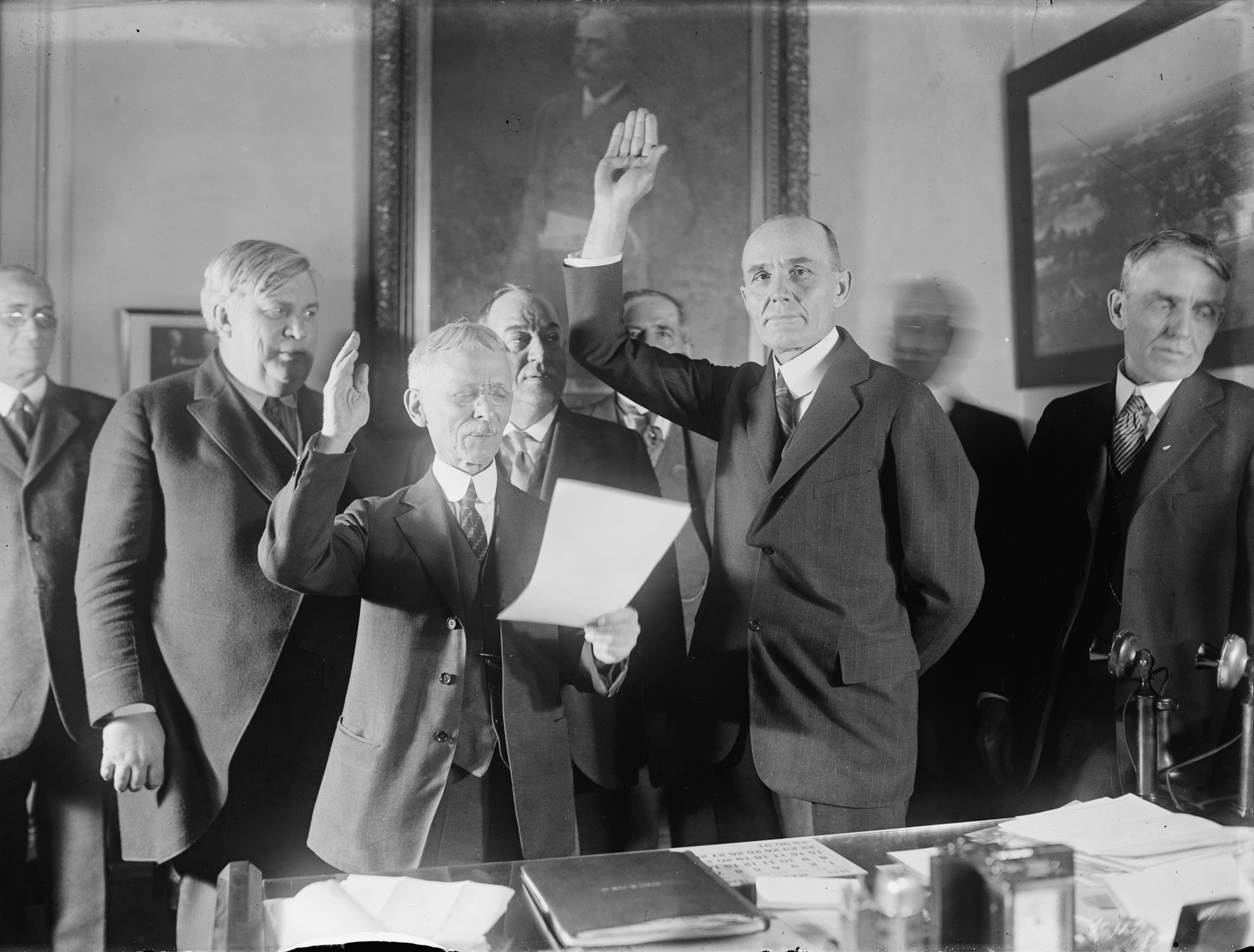
農務長官への就任宣誓を行うジャーディン

1925年3月5日、カルビン・クーリッジ大統領は、農業専門家としてのジャーディンの能力を評価し、農務長官に起用した。ジャーディンはクーリッジ大統領の任期満了となる1929年3月4日まで農務長官を務めた。ジャーディンは1926年の定期報告において、シカゴ商品取引所の健全な運営のためには決済専門の機関を整備することが不可欠であると提起した。商取引委員会はジャーディンの提案に対して、シカゴ商品取引所の付属機関としての清算会社を設置することを承認した。

## 晩年
ジャーディンはハーバート・フーヴァー政権において、1930年10月13日から1933年9月5日まで駐エジプト公使を務めた。ジャーディンは1933年にカンザス州へ帰郷し、市立ウィチタ大学で学長に就任した。1933年10月2日、ジャーディンはカンザス州財務官として指名を受け、翌10月3日に着任した。ジャーディンは1934年4月1日に州財務官を辞任した。ジャーディンはその後も州政府の活動に積極的に関与し、死去するまで教育の振興に力を入れ続けた。
1955年1月17日、ジャーディンはテキサス州サンアントニオにおいて死去した。会衆派教会の信者であり、フリーメイソン、国際ロータリー、アルファ・ゼータ、ベータ・シータ・パイ、ファイ・カッパ・ファイ、シグマ・カイにも所属していた。

## 家族

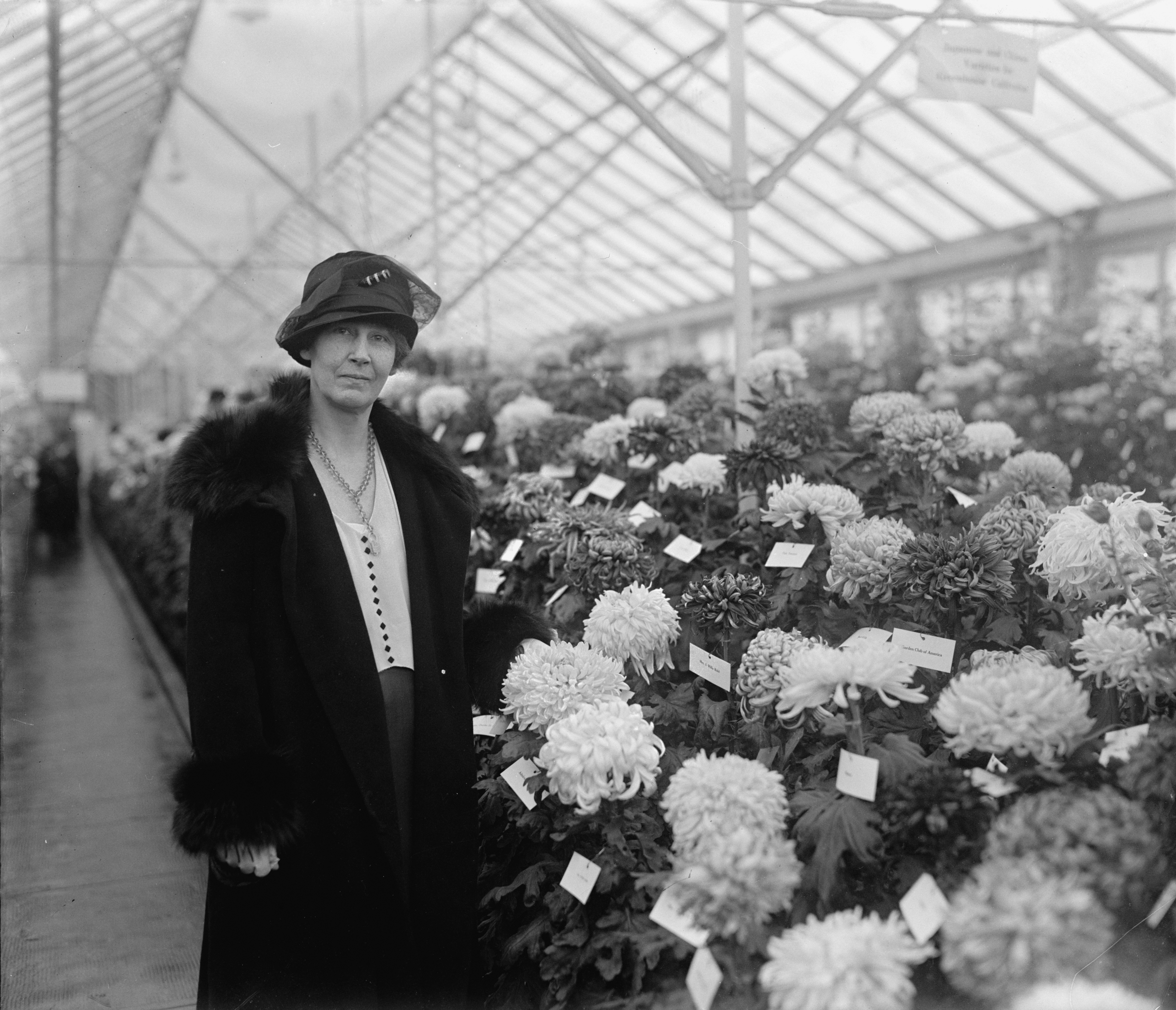
妻エフィー

ウィリアム・マリオン・ジャーディンの父親はウィリアム・ジャーディン (William Jardine)、母親はレベッカ・ダッドリー (Rebecca Dudley) であった。ウィリアム・マリオン・ジャーディンは1905年9月6日にエフィー・ネベカー (Effie Nebeker) と結婚した。ジャーディンはエフィーとの間に、以下の子供をもうけた。
1. ウィリアム・ネベカー・ジャーディン (William Nebeker Jardine)
2. マリオン・ジャーディン (Marion Jardine)
3. ルース・ジャーディン (Ruth Jardine)